# Cerkiew św. Klemensa we Lwowie
Cerkiew św. Klemensa Papieża – cerkiew greckokatolicka przy ulicy Generała Czuprynki 70 (dawniej Andrzeja Potockiego) we Lwowie, w dzielnicy Nowy Świat, w rejonie frankowskim. Dawny kościół Matki Bożej Nieustającej Pomocy i klasztor Karmelitów Bosych. 
Władze pruskie zmusiły karmelitanki do opuszczenia Poznania, w 1886 przybyły do Lwowa na zaproszenie hrabiny Karoliny Raczyńskiej, która ufundowała im klasztor przy ówczesnej ulicy Kurkowej (obecnie Mykoły Łysenki). Ponieważ siedziba ta okazała się zbyt mała dla zgromadzenia, toteż dzięki ponownej pomocy hrabiny siostry postanowiły wybudować nowy zespół klasztorny. Został on zaprojektowany przez pochodzącego z Kolonii Franza Statza, realizacji podjęła się firma budowlana Jana Lewińskiego. Prace rozpoczęto w 1893 i trwały dwa lata, w międzyczasie Jan Lewiński dokonał zmian w projekcie neogotyckiej świątyni. W 1895 Julian Zachariewicz zaprojektował i nadzorował realizację ołtarza głównego i dwóch bocznych, umieszczono w nich rzeźby dłuta Antoniego Popiela i Tadeusza Sokulskiego. Wystrój kościoła w stylu neogotyku był gotowy w 1898, w takim stanie przetrwał do września 1939. Władze radzieckie po zajęciu miasta nakazały karmelitom opuszczenie zespołu klasztornego i umieściły tu koszary NKWD, po wkroczeniu Niemców klasztor stał się siedzibą Gestapo. W 1943 w ogrodzie klasztornym hitlerowcy dokonywali egzekucji włoskich jeńców wojennych. Po ponownym wkroczeniu Rosjan budynki klasztoru przeszły pod zarząd NKWD, były koszarami pułku milicji. W 1952 NKWD wybudowało nową siedzibę w południowej części miasta, a opuszczone pomieszczenia przebudowano na potrzeby centrali telefonicznej. Podczas prac remonotowo-budowlanych prowadzonych w latach 60. ekshumowano zbiorowe mogiły znajdujące się w dawnym ogrodzie. Budynek kościoła przebudowano wówczas na potrzeby "Ukrtelekom", umieszczono tam centralę telefoniczną, centrum rozliczeniowe i salę obsługi klientów. Od 1996 parafia cerkwi św. Klemensa Papieża rozpoczęła działania na rzecz przywrócenia dawnemu kościołowi funkcji sakralnych, po dwunastu latach ich działania odniosły sukces. Obiekt od 2008 należy do Ukraińskiego Kościoła Greckokatolickiego.